# Koruhöyük, Hassa
Koruhüyük là một xã thuộc huyện Hassa, tỉnh Hatay, Thổ Nhĩ Kỳ. Dân số thời điểm năm 2011 là 308 người.